# Міагра мікронезійська
Міа́гра мікронезійська (Myiagra pluto) — вид горобцеподібних птахів родини монархових (Monarchidae). Ендемік Федеративних Штатів Мікронезії. Раніше вважалася підвидом труцької міагри.

## Поширення і екологія
Мікронезійські міагри мешкають на Понпеї та на островах Сенявіна. Вони живуть в тропічних лісах і садах.